# Hannes Weninger (Politiker)

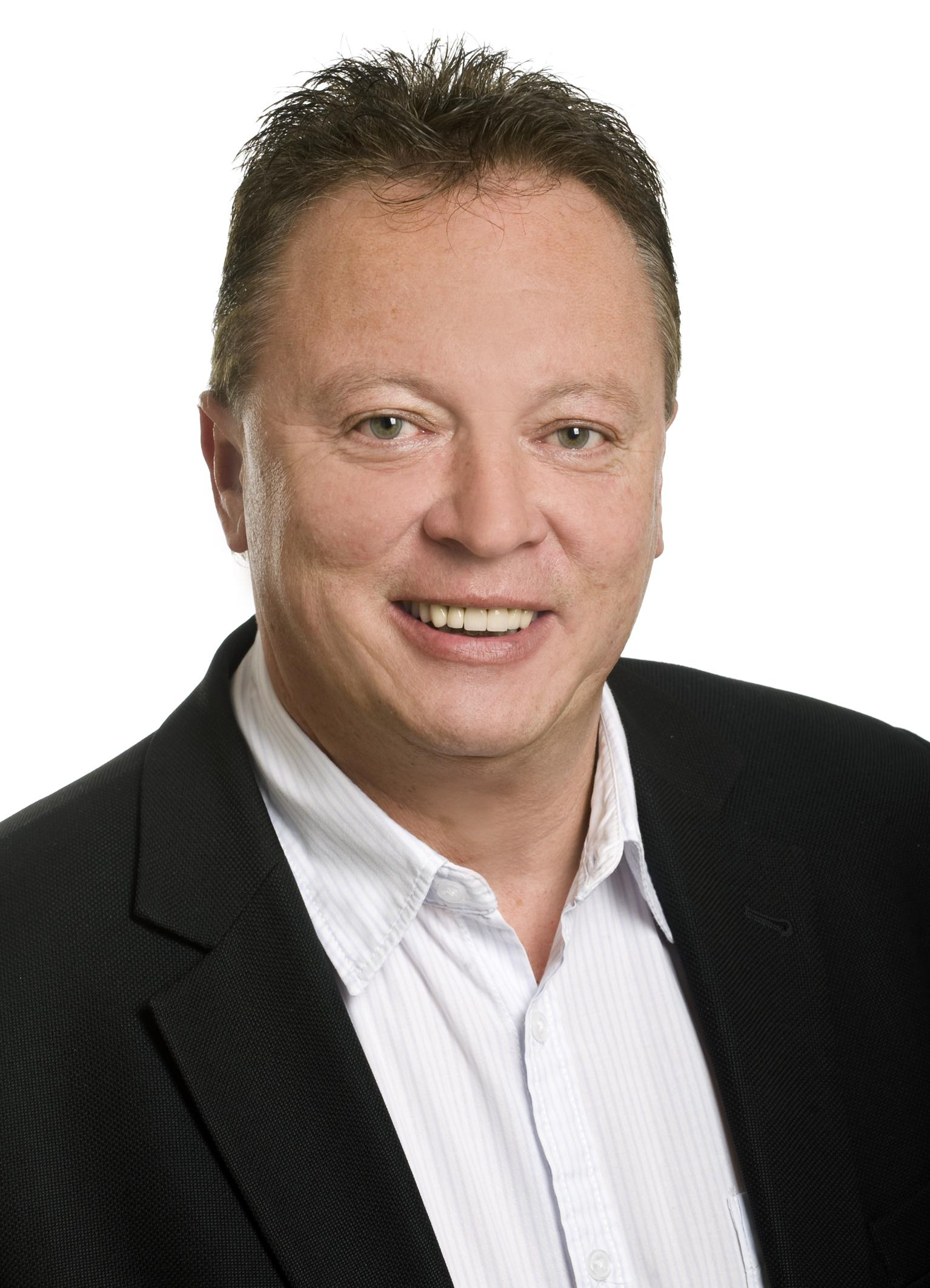
Hannes Weninger 2012

Hannes Weninger (* 10. Mai 1961 in Neunkirchen) ist ein österreichischer Politiker (SPÖ). Seit 2018 ist er Abgeordneter zum Landtag von Niederösterreich, seit 23. März 2023 auch Klubobmann seiner Partei. Von 1997 bis 2008 war er bereits Landtagsabgeordneter und Klubobmann (2003–2008) und von 2008 bis 2017 Abgeordneter zum Österreichischen Nationalrat.

## Ausbildung und Beruf
Hannes Weninger besuchte von 1967 bis 1971 die Volksschule in Würflach und danach bis 1975 die Hauptschule in Ternitz. Er absolvierte in der Folge die Höhere technische Bundeslehranstalt Mödling für Elektrotechnik und leistete danach seinen Zivildienst beim Roten Kreuz Neunkirchen ab.
Weninger arbeitete 1981 für die Post- und Telegraphenverwaltung Wien und war Elektrotechniker bei Brown Boverie AG in Wiener Neudorf. Zwischen 1982 und 1985 war er Landessekretär der Sozialistischen Jugend Niederösterreich in Wien (1981–1985) und danach bis 2003 Landesstellenleiter des Karl Renner-Instituts Niederösterreich. Zudem wirkte er als Bildungssekretär und Internationaler Sekretär der SPÖ Niederösterreich. Von 2003 bis 2008 und seit 2023 war bzw. ist er als Klubobmann der SPÖ im Niederösterreichischen Landtag tätig.

## Politik
Weninger begann seine politische Karriere als Mitarbeiter der Sozialistischen Jugend (SJ) und der SPÖ in Würflach und Gießhübl und hatte das Amt des Landesvorsitzenden der SJ Niederösterreich (1985–1989) sowie des stellvertretenden Bundesvorsitzender der SJÖ inne. Er ist seit 1985 Gemeinderat in Gießhübl und war geschäftsführendes Mitglied des Gemeinderates von 2005 bis 2010. Zwischen 1997 und 2008 vertrat er die SPÖ im Niederösterreichischen Landtag und war von 2003 bis 2008 Klubobmann. Innerparteilich war Weninger von 1999 bis Jänner 2024 zudem Bezirksparteivorsitzender der SPÖ Mödling und Mitglied des Landesparteivorstandes sowie des -präsidiums der SPÖ Niederösterreich. Nach der NÖ Landtagswahl im März 2008 rückte Weninger am 9. April 2008 in den Nationalrat nach und wurde am 28. Oktober 2008 als Spitzenkandidat des Wahlkreises Wien-Umgebung wieder ins Parlament gewählt. Er wirkt parlamentarisch u. a. als SPÖ-Umweltsprecher und ist seit 2010 als Vertreter des Österreichischen Gemeindebundes Mitglied des Kongress der Gemeinden und Regionen des Europarates und des Ausschusses der Regionen.

## Privates
Weninger ist verwitwet und hat einen Sohn und eine Tochter.

## Auszeichnungen
- 2008: Großes Goldenes Ehrenzeichen für Verdienste um die Republik Österreich[1]
- 2019: Silbernes Komturkreuz mit dem Stern des Ehrenzeichens für Verdienste um das Bundesland Niederösterreich[2]
- Florianiplakette des ÖBFV
- Silberner Ehrenring der Gemeinde Gießhübl
- Div. Ehrungen für langjährige Mitgliedschaft und ehrenamtliche Funktionen